# Kritik an der Relativitätstheorie
Kritik an der Relativitätstheorie wurde vor allem in den Jahren nach ihrer Veröffentlichung auf wissenschaftlicher, philosophischer, pseudowissenschaftlicher und ideologischer Ebene geäußert. Gründe für die Kritik waren eigene Alternativtheorien, Widersprüche zu vorhandenen Theorien, Ablehnung der abstrakt-mathematischen Methode, Unverständnis und angebliche Fehler in der Theorie. Einige der ideologischen Kritiken wurden durch Antisemitismus motiviert. Auch heute noch gibt es Kritiker der Relativitätstheorie, die auch als Antirelativisten bezeichnet werden. Ihre Ansichten werden in der wissenschaftlichen Fachwelt jedoch nicht ernst genommen und sind eine Form der Wissenschaftsleugnung, da die Relativitätstheorie als widerspruchsfrei eingestuft wird und viele experimentelle Bestätigungen vorliegen.

## Spezielle Relativitätstheorie

### Relativitätsprinzip contra elektromagnetisches Weltbild
Vor allem durch die Arbeiten von Joseph Larmor (1897) und Wilhelm Wien (1900) war die Ansicht weit verbreitet, dass sämtliche Kräfte in der Natur elektromagnetischen Ursprungs seien („elektromagnetisches Weltbild“). Dies wurde durch die Experimente von Walter Kaufmann (1901–1903) bestätigt. Kaufmann maß eine Zunahme der Masse mit der Geschwindigkeit annähernd so, wie sie sich ergibt, wenn die Masse vollständig durch die elektromagnetische Energie bestimmt ist. Max Abraham (1902) entwarf nun eine theoretische Interpretation der Kaufmannschen Resultate, in der das Elektron fälschlicherweise als starr und kugelförmig vorausgesetzt wurde. Es zeigte sich jedoch, dass dieses Modell mit der von Henri Poincaré (1902) als Relativitätsprinzip bezeichneten Annahme unverträglich war, wonach eine „absolute“ Bewegung eines Beobachters relativ zum Äther („Ätherwind“) unauffindbar sein sollte. Deswegen hatte Hendrik Antoon Lorentz (1904) ein Modell (Lorentzsche Äthertheorie) geschaffen, welches das Relativitätsprinzip weitgehend erfüllte, in Übereinstimmung mit den kaufmannschen Versuchen war und auf einem ruhenden Äther basierte. Im Gegensatz zur Theorie Abrahams ist hier das Elektron einer Verkürzung in Bewegungsrichtung unterworfen (Lorentzkontraktion) und die Zeitkoordinaten, die vom im Äther bewegten Beobachter benutzt werden, sind von ihrem jeweiligen Ort abhängig (Ortszeit). Beide Effekte sind in der sogenannten Lorentz-Transformation enthalten.
Abraham (1904) wandte dagegen ein, dass bei einer Lorentzkontraktion nicht-elektromagnetische Kräfte erforderlich sind, um die Stabilität der Elektronen zu garantieren, was für Vertreter des elektromagnetischen Weltbildes unannehmbar war (a). Abraham zweifelte fälschlicherweise daran, dass ein solches, dem Relativitätsprinzip gehorchendes Modell überhaupt widerspruchsfrei formuliert werden konnte (b). Poincaré (1905) konnte jedoch zeigen, dass (b) sehr wohl mit dem Relativitätsprinzip und einer modifizierten lorentzschen Theorie vereinbar war. Poincaré blieb zwar weiterhin der Meinung, dass die Masse ausschließlich elektromagnetischen Ursprungs sei, jedoch definierte er formal ein nicht-elektromagnetisches Potential (die sogenannten „Poincaré-Spannungen“), das den Lorentztransformationen unterworfen ist und die Stabilität der Elektronen mit angenommener Geometrie garantierte. Das elektromagnetische Weltbild wurde folglich zugunsten des Relativitätsprinzips aufgegeben. Diese Entwicklung entsprach auch der von Albert Einstein 1905 eingeführten speziellen Relativitätstheorie, in der die Lorentz-Transformation aus zwei Postulaten, nämlich dem Relativitätsprinzip und der Lichtkonstanz, hergeleitet wird. Diese Theorie betrifft die Natur von Raum und Zeit selbst und beschränkt sich nicht nur auf elektromagnetische Effekte.

### Experimentelle „Widerlegungen“
Wie geschildert, waren die Messungen Kaufmanns (1901–1903) sowohl mit der abrahamschen als auch mit der lorentzschen Theorie vereinbar. Um eine Entscheidung zwischen den Theorien herbeizuführen, führte er 1905 eine noch präzisere Serie von Experimenten durch. Inzwischen hatte sich jedoch die theoretische Situation geändert. Alfred Bucherer und Paul Langevin (1904) hatten ein weiteres Konkurrenzmodell entwickelt, wonach das Elektron einerseits kontrahiert, jedoch senkrecht dazu expandiert und somit das Volumen konstant bleibt. Und während Kaufmann noch die Ergebnisse seiner Messungen auswertete, veröffentlichte Albert Einstein im September 1905 die Spezielle Relativitätstheorie (SRT), die auf einer radikal neuen Auffassung des Relativitätsprinzips beruhte, wonach der Äther überhaupt nicht existiert und Raum und Zeit relativ sind. Was die experimentellen Vorhersagen betrifft, war die Theorie jedoch äquivalent mit der Äthertheorie von Lorentz und Poincaré. Kaufmanns Ergebnisse schienen nun die Theorie Abrahams und in einem geringeren Ausmaß das Bucherer-Langevin-Modell zu bestätigen und sprachen sehr stark gegen die Theorien von Lorentz und Einstein. Kaufmann zog daraus den Schluss, dass die „lorentz-einsteinsche“ Grundannahme, nämlich das Relativitätsprinzip, widerlegt sei. Lorentz reagierte darauf mit dem Ausspruch, „am Ende seines Lateins“ zu sein, während Einstein die Ergebnisse vorerst nicht kommentierte. Andere begannen jedoch, die Ergebnisse im Detail zu kritisieren. Max Planck (1906) verwies auf Unstimmigkeiten in der theoretischen Interpretation der Daten und Adolf Bestelmeyer (1906) führte neue Techniken ein, die besonders im Bereich geringerer Geschwindigkeit andere Ergebnisse als Kaufmann lieferten, und Zweifel an Kaufmanns Methoden aufkommen ließen.
Bucherer (1908) führte deswegen neue Experimente durch und kam zum Schluss, das „lorentz-einsteinsche Relativitätsprinzip“ bestätigt zu haben, was von Lorentz, Poincaré und Einstein mit Erleichterung und Zufriedenheit registriert wurde. Aber auch hier kamen (vor allem durch Bestelmeyer) Zweifel an der Methode auf. Weitere Experimente von Hupka (1910), Neumann (1914) und anderen schienen diese Zweifel an den Experimentalergebnissen ausgeräumt zu haben. Spätere Untersuchungen (1938) ergaben jedoch, dass die Durchführung der Kaufmann-Bucherer-Neumann-Experimente von einem modernen Standpunkt aus ungenügend gewesen seien, und erst 1940 konnten bei entsprechenden Experimenten die letzten Zweifel an der Richtigkeit der Lorentz-Einstein-Formel ausgeräumt werden. (Diese Problematik betraf jedoch nur diese Form der Experimente. Bei Untersuchungen zur Theorie der Spektren konnte die Massenveränderlichkeit gemäß der Lorentz-Einstein-Formel schon ab 1917 sehr genau bestätigt werden. Und in modernen Teilchenbeschleunigern ist die Bestätigung der relativistischen Vorhersagen für Energie bzw. Masse schnell bewegter Teilchen bereits Routine.)
Diskutiert wurden danach auch die Experimente von Dayton C. Miller. Dieser war dafür bekannt, dass er 1902–1906 zusammen mit Edward W. Morley eine Serie von Wiederholungen des Michelson-Morley-Experiments durchführte, die im Rahmen der Messgenauigkeit das negative Resultat des ursprünglichen Experiments bestätigten. 1921–1926 führte Miller jedoch Versuche durch, die scheinbar positive Ergebnisse lieferten, und folglich die spezielle Relativitätstheorie widerlegt bzw. die Existenz eines Äthers in irgendeiner Form bewiesen hätten. Millers Experimente sorgten für einiges Aufsehen, wurden jedoch in der Fachwelt nicht sonderlich ernst genommen, wie z. B. Einsteins humoriger Kommentar („Raffiniert ist der Herrgott, aber boshaft ist er nicht.“) zeigt. So kritisierten sowohl Einstein und später auch Shankland, dass Miller den Einfluss der Temperatur nicht ausreichend berücksichtigt hätte. Und in einer moderneren Analyse durch Roberts wird darauf hingewiesen, dass Miller bei der Auswertung der Daten (auch aufgrund der technischen Mängel seiner Zeit) signifikante Fehler unterlaufen sind, und deren Beseitigung würde ein Nullresultat ergeben. Weiters stand dieses angeblich positive Ergebnis nicht nur im Widerspruch zu den älteren Experimenten, sondern sie konnten bei den weiteren Versuchen jener Zeit nicht reproduziert werden. So verwendete Georg Joos 1930 eine Anordnung von ähnlichen Ausmaßen wie bei Miller und erzielte ein negatives Ergebnis. Doch nicht nur deswegen spielen Millers Ergebnisse heute keine Rolle mehr: Durch Verwendung von Laser und Maser konnte in modernen Varianten des Michelson-Morley-Experiments die effektive Weglänge der Lichtstrahlen erheblich vergrößert werden – die Ergebnisse waren und sind alle negativ.

### Beschleunigung in der speziellen Relativitätstheorie
Ein weiterer Einwand gegen die Relativitätstheorie war die Frage, ob im Rahmen der speziellen Relativitätstheorie Beschleunigungen behandelt werden können bzw. wie dies mit dem Konzept des starren Körpers zu vereinbaren ist. Max Born (1909) entwickelte nun ein Modell, worin die beschleunigte Bewegung von starren Körpern berücksichtigt wurde. Dies führte auf ein von Paul Ehrenfest aufgezeigtes Paradoxon: Aufgrund der Lorentzkontraktion würde sich der Umfang eines rotierenden starren Körpers (einer Scheibe) verringern, während der Radius gleich bliebe (Ehrenfestsches Paradoxon). Max von Laue (1911) zeigte jedoch, dass aufgrund der Endlichkeit der Signalausbreitung in Körpern ein starrer Körper in der speziellen Relativitätstheorie unmöglich ist. D. h.: Wird ein Körper in Rotation versetzt, käme es sofort zu entsprechenden Deformationen. Auch für Einstein war ein ähnliches Gedankenexperiment bei seiner Formulierung der allgemeinen Relativitätstheorie (ART) von Bedeutung, denn er berechnete, dass für einen mitrotierenden Beobachter der Raum eine nichteuklidische Geometrie annimmt.
Ein anderes Beispiel war der Sagnac-Effekt. Hier werden zwei Signale in entgegengesetzter Richtung ausgesendet, um dann wieder zurückzukehren. Wird die Anordnung in Rotation versetzt, kommt es zu Verschiebungen der Interferenzstreifen. Georges Sagnac (1913) glaubte damit die Existenz des Lichtäthers bewiesen zu haben. Jedoch bereits vorher (1911) konnte Laue die Theorie für diesen Versuch im Rahmen der speziellen Relativitätstheorie geben – entsprechende Erklärungen für spezielle und allgemeine Relativitätstheorie wurden später auch von Paul Langevin (1921, 1937) gegeben. Für einen nicht mitbewegten Beobachter ist das Ergebnis eine selbstverständliche Folge der Unabhängigkeit der Lichtgeschwindigkeit von der Bewegung der Quelle. Für einen mitbewegten Beobachter ist sie Folge der Beschleunigung während der Rotation, wie es sich auch in der klassischen Mechanik ergibt, z. B. beim Foucaultschen Pendel. Dies hängt damit zusammen, dass in beschleunigten Bezugssystemen die Uhren ihre Synchronisation verlieren, und die gemessene Lichtgeschwindigkeit nicht mehr konstant ist.
Wie Langevin (1911) und Laue (1913) zeigten, entspricht auch das häufig gegen die spezielle Relativitätstheorie eingewendete Zwillingsparadoxon (oder Uhrenparadoxon) diesem Erklärungsschema: Wenn zwei Beobachter sich voneinander entfernen, und einer von ihnen beschleunigt wird und damit sein Inertialsystem verlässt, um zum anderen zurückzukehren, wird der beschleunigte Beobachter beim Zusammentreffen jünger sein als der, der die ganze Zeit in seinem Inertialsystem ruhte. Es ist daher durchaus möglich, beschleunigte Bewegungen im Rahmen der speziellen Relativitätstheorie zu beschreiben, sofern die Komplikationen beim Wechsel der Inertialsysteme sorgfältig berücksichtigt werden. Während also bei der Beschreibung physikalischer Vorgänge Beobachter in verschiedenen Inertialsystemen nach der Relativitätstheorie vollkommen gleichberechtigt sind, gilt dies für beschleunigte Bewegungen nicht mehr.
Wie Einstein jedoch 1908 zeigte, bildet die Gravitation eine Ausnahme. Während Poincaré, Abraham und andere zwar zeigten, dass die Gravitation prinzipiell auch mit Methoden der speziellen Relativitätstheorie modifiziert werden könnte, waren diese Methoden nach Einstein unvereinbar mit dem Äquivalenzprinzip von träger und schwerer Masse, wonach alle Körper gleich schnell zu Boden fallen. Einstein zeigte sich ebenfalls unzufrieden mit einem anderen Merkmal der speziellen Relativitätstheorie, der Bevorzugung von Inertialsystemen gegenüber beschleunigten Systemen. Bei der Ausarbeitung seiner Gravitationstheorie, die all das berücksichtigt, musste Einstein das in der speziellen Relativitätstheorie noch vorhandene Bild eines euklidischen Raums durch eine nichteuklidische Geometrie ersetzen und sich die dies formulierende Riemannsche Geometrie aneignen, bevor er 1915 die allgemeine Relativitätstheorie abschließen konnte. Eine Folgerung, die Einstein schon 1908 und 1911 zog, war die Ablenkung von Lichtstrahlen im Schwerefeld und in beschleunigten Bezugssystemen. Diese Ablenkung und die damit verbundene Verzögerung in der Ausbreitung wurde von Einstein als ein Abgehen von der Konstanz der Lichtgeschwindigkeit im Vakuum bezeichnet. Abraham (1912) wandte dagegen ein, dass Einstein mit seinem Abgehen von der Lichtkonstanz der speziellen Relativitätstheorie den „Gnadenstoß“ versetzt hätte. Einstein (1912) antwortete darauf, dass die spezielle Relativitätstheorie ebenso Grenzen der Gültigkeit besäße wie andere physikalische Theorien (wie die Thermodynamik als Grenzfall mikroskopischer Modelle der statistischen Mechanik, z. B. in der Theorie der brownschen Bewegung). Jedoch ist sie weiterhin lokal auch in seiner Gravitationstheorie gültig und kann bei relativ schwachen Gravitationsfeldern (also praktisch in den meisten Fällen) weiterhin mit großer Genauigkeit verwendet werden. Um dies genauer auszuführen: In der speziellen Relativitätstheorie ist die Lichtgeschwindigkeit in Inertialsystemen konstant, nicht jedoch in beschleunigten Systemen (wie bereits anhand des Sagnac-Effekts ausgeführt). In der allgemeinen Relativitätstheorie ist sie lokal konstant, jedoch bei ausgedehnten Gebieten beeinflusst die von einer Gravitationsquelle verursachte Raumzeitkrümmung die Eigenschaften von Maßstäben und Uhren sowie die Ausbreitung des Lichtes, was z. B. zur Shapiro-Verzögerung führt.

### Überlichtgeschwindigkeit
In der speziellen Relativitätstheorie ist die Übertragung von Signalen mit Überlichtgeschwindigkeit ausgeschlossen. Sie würden zu Verletzungen der Kausalität führen. Einem Argument von Pierre-Simon Laplace folgend, wies Poincaré im Jahr 1904 darauf hin, dass die newtonsche Gravitationstheorie auf einer unendlich schnellen, oder zumindest sehr viel schnelleren Ausbreitungsgeschwindigkeit der Gravitation als {\displaystyle c,} beruhen müsste. Andernfalls würden die Planeten durch die Aberration der Gravitation auf einer Spiralbahn in die Sonne stürzen. Bereits im folgenden Jahr zeigte er, dass es dennoch möglich ist, ein Gravitationsgesetz zu formulieren, in dem sich die Gravitation mit der Geschwindigkeit {\displaystyle c} ausbreitet und das als Grenzfall für kleine Abstände das newtonsche Gravitationsgesetz ergibt. Unter diesen Umständen bleibt die Bahn von Planeten stabil. Die allgemeine Relativitätstheorie erfüllt diese Bedingung.
Ein anderer scheinbarer Widerspruch zur Lichtkonstanz ist die Tatsache, dass in dispergierenden Medien die Gruppengeschwindigkeit größer als {\displaystyle c} sein kann. Dies wurde von Arnold Sommerfeld (1907, 1914) und Léon Brillouin (1914) untersucht, wobei sie zur Feststellung kamen, dass in solchen Fällen die Signalgeschwindigkeit nicht mehr der Gruppengeschwindigkeit entspricht, sondern der Geschwindigkeit des Signalanfangs (der Frontgeschwindigkeit), die niemals c übersteigt. Analog dazu werden die Ergebnisse des sogenannten „superluminaren Tunnelns“ durch Günter Nimtz von der Fachwelt als mit der speziellen Relativitätstheorie verträglich eingestuft, sofern wie oben besprochen eine sorgfältige Berücksichtigung der Geschwindigkeitsdefinition erfolgt.
Auch die Quantenverschränkung (von Einstein etwas missverständlich als „spukhafte Fernwirkung“ bezeichnet) wurde zum Teil als ein scheinbar überlichtschnelles Phänomen aufgefasst. Danach können verschränkte Teilchen, unabhängig von ihrer Entfernung voneinander, nicht mehr als einzelne Teilchen mit definierten Zuständen beschrieben werden, sondern nur noch das Gesamtsystem. Nun wird durch die Messung des Zustandes eines Teilchens auch der Zustand des anderen Teilchens festgelegt, in welcher Entfernung sich jenes auch befindet. Dieses Phänomen kann aufgrund der Zufälligkeit der Messergebnisse allerdings nicht direkt zur Informationsübertragung genutzt werden, sondern es muss wie bei der Quantenteleportation die Information auf klassische Weise (und somit konform zur speziellen Relativitätstheorie) übertragen werden.

### Paradoxien
Unzureichende Kenntnis der Grundlagen der speziellen Relativitätstheorie, insbesondere der Anwendung der Lorentz-Transformation im Zusammenhang mit Längenkontraktion und Zeitdilatation führte (und führt immer noch) zur Aufstellung verschiedener scheinbarer Paradoxien. Sowohl das Zwillingsparadoxon als auch das Ehrenfestsche Paradoxon und ihre Erklärung wurden oben bereits erwähnt. Neben dem Zwillingsparadoxon führte auch die Symmetrie der Zeitdilatation (d. h., dass gemäß spezieller Relativitätstheorie jeder Beobachter die Uhr des jeweils anderen langsamer gehend registriert als seine eigene) besonders bei Herbert Dingle zu heftiger Kritik, die sich in Briefen an Wissenschaftszeitschriften wie Nature ab Ende der 1950er Jahre entlud. Aber auch die Widerspruchsfreiheit der Symmetrie der Zeitdilatation kann, wie schon lange vor Dingles Kritik von Lorentz (1910) gezeigt wurde, durch Beachtung der jeweiligen Messvorschriften und der Relativität der Gleichzeitigkeit leicht demonstriert werden. Andere bekannte Paradoxien sind Paradoxien der Längenkontraktion und das Bellsche Raumschiffparadoxon, die sich ebenso unter Berücksichtigung der Relativität der Gleichzeitigkeit erklären lassen.

### Äther und absoluter Raum
Bei einigen Physikern herrschte eine gewisse Unsicherheit vor allem im Zusammenhang mit der Frage vor, ob nicht doch ein Äther benötigt werde, um die auf den ersten Blick paradoxe Konstanz der Lichtgeschwindigkeit in allen Inertialsystemen „dynamisch“ zu erklären. Beispielsweise blieben Lorentz, Poincaré, Larmor, Oliver Lodge (1925), Albert A. Michelson (1927), Herbert E. Ives (1951) und Simon Jacques Prokhovnik (1963) bei der Vorstellung eines Äthers als eines bevorzugten Bezugssystems. Verschiedene Mathematiker und Physiker wie Harry Bateman, Ebenezer Cunningham, Edmund Taylor Whittaker in England oder Charles Émile Picard, Paul Painlevé in Frankreich verwendeten in ihren ersten Darstellungen zur speziellen bzw. allgemeinen Relativitätstheorie ebenso den Äther als ein bevorzugtes Bezugssystem. Dies stand im Zusammenhang mit der Frage, inwiefern die lorentzsche Äthertheorie (mit einem ruhenden Äther als bevorzugtem, jedoch unentdeckbarem Bezugssystem, in dem eine absolute Zeit und ein absoluter Raum existiert) von der speziellen Relativitätstheorie Einsteins (wo alle diese Dinge keine Bedeutung mehr haben) abzugrenzen sei. Denn in beiden Theorien wird die Lorentz-Transformation verwendet, wodurch sie experimentell nicht unterscheidbar sind. So betonte selbst Planck (1906) – als der wichtigste Förderer der speziellen Relativitätstheorie in den Anfangsjahren – dass Einsteins Arbeit eine Verallgemeinerung der lorentzschen Theorie sei („Lorentz-Einstein-Theorie“). Auch führten Missverständnisse bezüglich des Ehrenfestschen Paradoxons bei manchen Physikern wie Vladimir Varicak zum Glauben, dass die Längenkontraktion in der speziellen Relativitätstheorie bloß „scheinbar“ sei, im Gegensatz zur „realen“ bei Lorentz. Einstein musste 1910 noch einmal klarstellen, dass die Längenkontraktion auch in der speziellen Relativitätstheorie als messbares Phänomen durchaus real ist. Jedoch die Idee, dass einerseits der Äther die Stellung eines bevorzugten Bezugssystems mit einem absoluten Raum und einer absoluten Zeit einnimmt und andererseits dieses System durch ein Zusammenspiel verschiedener Effekte völlig unentdeckbar sein soll, stieß bereits von Anfang an auf Skepsis. Und so war es eine neue Generation von Physikern wie Einstein, Laue, Born, Ehrenfest usw., die nachdrücklich darauf hinwiesen, dass in der speziellen Relativitätstheorie – als einer völlig neue Betrachtungsweise von Raum und Zeit – für einen Äther im klassischen Sinne kein Platz mehr war.
Daneben benutzte auch Einstein in semipopulären Vorträgen das Wort „Äther“, um darauf hinzuweisen, dass auch in der speziellen Relativitätstheorie die Raumzeit eine von der Materie unabhängige, „absolute“ Existenz hat. Und aufgrund der Unanwendbarkeit des Machschen Prinzips sei der Begriff „Äther“ auch in der allgemeinen Relativitätstheorie noch anwendbar – jedoch ist hier die Raumzeit auch von der Materie beeinflussbar, somit könne dieser Äther nicht mehr als absolut bezeichnet werden. Jedoch hat dieser Begriff, wie Einstein hervorhob, mit dem klassischen Äther aufgrund des Fehlens eines Bewegungszustandes praktisch keine Übereinstimmung mehr. Diese Terminologie wurde deswegen später von der Fachwelt (und auch von Einstein selbst) nicht übernommen. Ebenso konnte sich der (allerdings nur in Ansätzen vorliegende) Versuch Paul Diracs (1953), das Quantenvakuum in die Nähe eines mit einem Bewegungszustand ausgestatteten Äthers zu rücken, nicht durchsetzen. George F. Smoot (2006) erklärte, dass das Bezugssystem, in dem die kosmische Mikrowellenstrahlung isotrop ist, als Äther bezeichnet werden könnte („Neue Ätherdrift-Experimente“). Smoot stellte jedoch klar, dass hier kein Widerspruch zur speziellen Relativitätstheorie vorliegt, da dieser scheinbare Ätherwind auf die Gesetzmäßigkeiten in den Inertialsystemen keinen Einfluss hat (wie beim Michelson-Morley-Experiment gezeigt wurde) und diese Bevorzugung eines Bezugssystems daher nur zur Vereinfachung der Beschreibung der Expansion des Universums erfolgt. Deswegen wird in der modernen Physik der klassische, mit einem Bewegungszustand ausgestattete Äther nicht mehr verwendet.

### Alternative Theorien
Als Gegenmodell zur Relativitätstheorie wurde die von George Gabriel Stokes (1844) begründete These eines vollständig mitgeführten Äthers weiter vertreten (z. B. von Philipp Lenard und anderen). Man glaubte, damit verschiedene Effekte auf eine „anschauliche“ Weise erklären zu können. Jedoch war die Äthermitführung von Anfang an großen Schwierigkeiten ausgesetzt. Dies galt vor allem für die Aberration, die eigentlich nur bei einem ruhenden Äther auftreten sollte. Um diesen Effekt zu erklären, musste angenommen werden, dass der Äther rotationsfrei und inkompressibel sei, doch beide Effekte konnten nicht miteinander vereinbar in eine Synthese überführt werden. Darüber hinaus widerspricht die vollständige Mitführung dem Sagnac-Effekt und dem Fizeau-Experiment. Als Ausweg wurde vorgeschlagen, dass die Mitführung durch die Gravitation verursacht und damit proportional der Masse der Körper sei. Die dabei auftretende Kondensation des Äthers sollte die Aberration erklären, und auch das negative Resultat von Michelson-Morley (demnach führt die große Masse der Erde den Äther vollständig mit) sowie die positiven Ergebnisse von Sagnac und Fizeau (demnach führen die kleinen Massen der Apparaturen nur eine geringe Menge Äther mit sich) wurden dadurch miteinander vereinbar. Doch auch diese Hypothese wurde durch das Michelson-Gale-Pearson-Experiment ad absurdum geführt, denn hier konnte mit Hilfe des Sagnac-Effekts die Rotation der Erde selbst bestimmt werden, was bei einer Äthermitführung nicht zu erwarten gewesen wäre – eine Erklärung hätte wiederum weitere Hilfshypothesen erfordert usw. Eine mathematisch vollständig durchgeführte Theorie der Äthermitführung (oder überhaupt des Äthers selbst) wurde aufgrund dieser immer phantastischeren Äthereigenschaften niemals entwickelt. Folglich stellte dieses Modell niemals eine ernstzunehmende Alternative dar, da mit Hilfe der Relativitätstheorie die Experimente von Michelson-Morley, Fizeau, Sagnac etc. vergleichsweise einfach und ohne Zusatzannahmen erklärt werden können.
Ebenfalls aus Unzufriedenheit über das Postulat der Lichtkonstanz wandten sich einige wie Walter Ritz einer Emissionstheorie des Lichtes zu. Hiernach addiert sich die Geschwindigkeit der Lichtquelle zu der des Lichtes gemäß der Galilei-Transformation, wobei das Konzept des Lichtäthers verworfen wurde. Damit konnten recht einfach die negativen Resultate der Ätherdriftexperimente wie dem Michelson-Morley-Experiment erklärt werden. Jedoch wurde diese Theorie nie vollständig ausgearbeitet, weil die Grundannahmen zu der Beobachtung widersprechenden Konsequenzen führen. So hätten bei Gültigkeit der Emissionstheorie Verzerrungen bei den beobachteten Umlaufbahnen auftreten müssen, jedoch haben Beobachtungen bei Doppelsternen keine solchen Verzerrungen aufzeigen können. Auch der Sagnac-Effekt widerspricht einer Abhängigkeit von der Lichtquelle, und bei modernen Messungen in Teilchenbeschleunigern konnte keine Quellenabhängigkeit festgestellt werden. Darüber hinaus müsste auf die bis heute äußerst erfolgreiche maxwell-lorentzsche Elektrodynamik (und ihre Weiterentwicklung als Quantenelektrodynamik) verzichtet werden.

## Allgemeine Relativitätstheorie

### Allgemeine Kovarianz
Während Einstein noch 1916 glaubte, dass das Machsche Prinzip in der ART vollständig erfüllt sei (d. h., das Gravitationsfeld soll vollständig durch die Gravitationsquellen bestimmt sein), zeigte Willem de Sitter (1916) die Unerfüllbarkeit dieser Forderung im Rahmen der allgemeinen Relativitätstheorie. Denn das „Gravito-Inertialfeld“, das die Gravitations- und die Trägheitseffekte beschreibt, hat auch in der allgemeinen Relativitätstheorie eine von der Quelle unabhängige Existenz. Einstein, der sich zunächst gegen diese Erkenntnis sträubte, akzeptierte dies schließlich, wobei er deshalb in einigen Vorträgen auch das Wort Äther für das Gravitationsfeld der ART verwendete (wobei dieser Ausdruck sich allerdings nicht durchsetzen konnte). Damit verbunden war auch noch eine Abkehr von der Relativität der Beschleunigung, denn wie Erich Kretschmann (1917) zeigte, folgt auch dies keineswegs automatisch aus der allgemeinen Kovarianz – denn bei entsprechendem mathematischen Aufwand könne jede Theorie (selbst die Newtonsche Mechanik) allgemein kovariant formuliert werden. Und so kann auch in der allgemeinen Relativitätstheorie aufgrund der unabhängigen Existenz des Gravito-Inertialfeldes bei zwei relativ zueinander beschleunigten Beobachtern festgestellt werden, wer von beiden sich nun „wirklich“ oder „absolut“ ungleichförmig bewegt. Jedoch betonte Einstein, dass hier die Verhältnisse keineswegs gleich sind wie in der newtonschen Physik, denn in der allgemeinen Relativitätstheorie wirkt die Quelle wiederum auf das Gravito-Inertialfeld zurück. Weiters impliziert diese „absolute“ Beschleunigung in der allgemeinen Relativitätstheorie keineswegs das Vorhandensein einer absoluten oder substantialistischen Interpretation des Raumes bzw. der Raumzeit selbst. Bei der noch immer geführten philosophischen Debatte über Raumzeit-Substantialismus (spacetime substantivalism) und Raumzeit-Relationismus (spacetime relationalism) haben Physiker und Wissenschaftsphilosophen wie John Earman, John D. Norton und John Stachel gewichtige Gründe für eine Annahme des Relationismus vorgebracht.

### Die Bad-Nauheim-Debatte
In der „Bad-Nauheim-Debatte“ (September 1920) zwischen Einstein und Philipp Lenard auf der Versammlung der deutschen Naturforscher und Ärzte, machte Letzterer folgende Einwände (wobei die veröffentlichten Schilderungen dieser Diskussion zum Teil unvollständig sind): Er kritisierte das Fehlen von „Anschaulichkeit“ in der Relativitätstheorie, wobei dies nur durch die Annahme der Äthertheorie erreicht werden könne. Einstein erwiderte, dass die Inhalte der „Anschaulichkeit“ oder des „gesunden Menschenverstandes“ historisch gewachsen und veränderlich sind, sodass sie nicht als Kriterien für die Richtigkeit einer Theorie verwendet werden können. Weiterhin warf Lenard ein, dass Einstein den Äther in der allgemeinen Relativitätstheorie wieder eingeführt hätte. Dies wurde z. B. von Hermann Weyl zurückgewiesen, denn obwohl Einstein diesen Ausdruck tatsächlich benutzte, spielte dieser lediglich darauf an, dass die Raumzeit in der ART ebenfalls Eigenschaften hat; jedoch hat dies mit dem klassischen Äther nicht viel zu tun, da kein Bewegungszustand auf ihn angewendet werden kann. Lenard warf auch ein, dass die allgemeine Relativitätstheorie Überlichtgeschwindigkeiten zulasse. Beispielsweise würden in einem rotierenden Bezugssystem, in dem die Erde ruht, die weiter entfernten Teile des Universums mit vielfacher Lichtgeschwindigkeit um die Erde rotieren. Wie jedoch Weyl erklärte, können ausgedehnte rotierende Systeme nicht wie starre Körper aufgefasst werden (weder in der speziellen noch in der allgemeinen Relativitätstheorie), sodass die Signalgeschwindigkeit auch hier nicht die Lichtgeschwindigkeit übersteigt. Ein anderer Einwand, der sowohl von Lenard als auch von Gustav Mie vorgetragen wurde, betrifft die Existenz von „fiktiven“ Gravitationsfeldern, die in der allgemeinen Relativitätstheorie in beschleunigten Bezugssystemen eingeführt wurden, um die Äquivalenz mit Systemen zu sichern, in denen reale Gravitationsfelder vorkommen. Lenard und Mie wandten ein, dass das Relativitätsprinzip nur für Kräfte gültig sein kann, die von realen Massen erzeugte wurden, nicht jedoch für fiktive Gravitationsfelder. Einstein erwiderte, dass aufgrund des Machschen Prinzips auch die fiktiven Gravitationsfelder den realen, fernen Massen zugeschrieben werden können. Tatsächlich war dieser Einwand von Lenard und Mie jedoch berechtigt, denn das Machsche Prinzip (siehe oben: Abschnitt „Allgemeine Kovarianz“) und somit auch die Relativität der Beschleunigung ist in der allgemeinen Relativitätstheorie nicht vollständig erfüllt.

### Silberstein-Einstein-Kontroverse
Ludwik Silberstein, der ursprünglich ein Anhänger der speziellen Relativitätstheorie war und wichtige Beiträge verfasste, warf 1920 ein, dass die Ablenkung des Lichts durch die Sonne, wie sie von Arthur Eddington u. a. (1919) festgestellt wurde, nicht notwendigerweise eine Bestätigung der allgemeinen Relativitätstheorie darstellt, sondern auch mit Hilfe eines vollständig von der Sonne mitgeführten Äthers erklärt werden könne. Solche Theorien wurden jedoch abgelehnt, da sie der Existenz der Aberration des Lichts widersprechen (siehe: Kapitel „Alternative Theorien“). 1935 glaubte Silberstein, einen Widerspruch im Zweikörperproblem der allgemeinen Relativitätstheorie gefunden zu haben, was jedoch umgehend von Einstein und Rosen zurückgewiesen wurde.

## Philosophische Kritik
Der Anspruch der Relativitätstheorie, die herkömmlichen Begriffe von Raum und Zeit revolutioniert zu haben, sowie die Einführung einer nichteuklidischen Geometrie im Rahmen der allgemeinen Relativitätstheorie, stieß bei vielen Philosophen unterschiedlicher Schulen auf Kritik. Kennzeichnend für viele philosophische Kritiken war jedoch eine ungenügende Kenntnis der mathematisch-formalen Grundlagen und Aussagen der Relativitätstheorie, wodurch diese oft am Kern der Sache vorbeigingen. So wurde von philosophischer als auch populärwissenschaftlicher Seite die Relativitätstheorie (oft alleine wegen der Namensähnlichkeit) als eine Form von Relativismus missverstanden – was sowohl für viele Kritiker als auch für einige Anhänger wie den Phänomenalisten Joseph Petzoldt galt. Dies ist jedoch irreführend, denn wie z. B. Einstein, Planck, und andere zeigten, werden zwar Raum und Zeit relativiert und die Gleichberechtigung der Bezugssysteme angestrebt, aber dafür wird die Unveränderlichkeit (Invarianz) bestimmter Naturgesetze und der Lichtgeschwindigkeit postuliert. So bevorzugte Einstein selbst ursprünglich den von Felix Klein (1910) verwendeten Begriff „Invariantentheorie“ und stand dem von Planck (1906) geprägten Ausdruck „Relativ(itäts)theorie“ vorerst skeptisch gegenüber.

### Kantianismus, Phänomenologie
Kritische Stellungnahmen zur Relativitätstheorie wurden aus den Reihen des Neukantianismus von Philosophen wie Paul Natorp, Bruno Bauch, Ernst Marcus, Salomo Friedlaender, Jonas Cohn, Lenore Kühn abgegeben. Während einige nur die philosophischen Konsequenzen der Relativitätstheorie ablehnten, schlossen andere daraus auch auf die Falschheit der physikalischen Theorie selbst. Einstein wurde ein „Kategorialirrtum“ vorgeworfen: Die Ableitung der Raumkrümmung aus Materie- und Energiephänomenen sei nicht möglich, da diese bereits den Raum als eine bloße Anschauungskategorie (im Sinne Immanuel Kants) zur Voraussetzung hätten. Ähnliches gelte für das Verhältnis von absolut und relativ – die Relativierung von Raum und Zeit könne nur vor dem Hintergrund einer absoluten Zeit und eines absoluten Raumes durchgeführt werden. Ähnliche Argumente wie die der Neukantianer kamen von Vertretern der Phänomenologie wie Oskar Becker, Paul F. Linke, oder Moritz Geiger. Zu den vorgetragenen Einwänden zählten: die Dreidimensionalität des Raumes sei nicht außerkraftsetzbar; die Relativität der Gleichzeitigkeit widerspreche einem für unseren Weltzugang konstitutiven ideellen Zeitbegriff.
Klaus Hentschel bezeichnet die Vorgehensweise von Neukantianern und Phänomenologen (nämlich die Verschiebung von Raum, Zeit, Geometrie usw. in einen empirisch unüberprüfbaren Bereich) als „Immunisierungsstrategie“, mit der jegliche Kritik am Kantianismus von vornherein abgeblockt werde. Überdies hätten die Neukantianer übersehen, dass auch die Philosophie Kants durchaus als ein Produkt ihrer Zeit angesehen werden kann – nämlich als basierend auf dem im 18. Jhdt. vorherrschenden newtonschen Weltsystem, dessen Grundlagen von Kant zu a priori notwendigen Voraussetzungen der Erfahrung gemacht worden seien. Deshalb betonten neukantianische Anhänger der Relativitätstheorie wie Ernst Cassirer oder Hans Reichenbach, dass der Inhalt des von Kant festgesetzten „a-priorischen Wissens“ (Absolutheit von Raum und Zeit, euklidische Geometrie) nicht mehr aufrechtzuerhalten sei und durch die Erkenntnisse der Relativitätstheorie modifiziert werden müsse. Reichenbach zog in weiterer Folge überhaupt den Schluss, dass der Kantianismus zu verwerfen sei und wandte sich dem logischen Empirismus zu.

### Konventionalismus, Protophysik
Was die Kritiken von Vertretern des Konventionalismus betrifft, war Henri Poincaré als Begründer dieser Denkrichtung ein wichtiger Vorläufer der Relativitätstheorie. So war er der Ansicht, dass die Gleichzeitigkeit von Ereignissen an verschiedenen Orten lediglich eine durch Übereinkunft beschlossene Konvention sei; er formulierte das Relativitätsprinzip und gab eine Methode zur Uhrensynchronisation auf Basis der Konstanz der Lichtgeschwindigkeit an. Andererseits betonte er immer wieder, dass sowohl die euklidische Geometrie als auch die klassischen Definitionen von Raum und Zeit immer die bequemsten Konventionen im Rahmen der Physik bleiben würden. Diesen letzten Gedankengang aufgreifend, findet sich bei Pierre Duhem und vor allem Hugo Dingler eine ausgeprägte Kritik der Relativitätstheorie. Dingler bestand auf der Bevorzugung der euklidischen Geometrie und des Konzepts starrer Körper, die seiner Ansicht nach operational begründbar seien, sowie des newtonschen Gravitationsgesetzes als Musterbeispiel einer einfachen Theorie. Im Gegensatz zu Poincaré war Dingler allerdings der Meinung, dass diese Festsetzungen nicht nur aus Gründen der Bequemlichkeit erfolgt, sondern auf tatsächlich in der Wirklichkeit existierende Gegebenheiten beruhe. Dinglers Interpretation wurde sogleich von Vertretern des logischen Empirismus wie Rudolf Carnap, Reichenbach und Moritz Schlick zurückgewiesen. So wurde argumentiert, dass Poincarés ursprünglicher Konventionalismus durchaus im Sinne der Relativitätstheorie modifizierbar sei, wenn man diesem Modell eine stärkere empiristische Komponente beigibt. Es sei zwar richtig, dass die Grundlagen der newtonschen Physik einfacher sind, jedoch könnten diese nur durch zusätzliche Hilfshypothesen an die empirischen Ergebnisse angepasst werden. Im Gegensatz dazu sind die Grundannahmen der allgemeinen Relativitätstheorie zwar komplizierter, jedoch können hier alle Phänomene ohne Hilfshypothesen erklärt werden, wodurch die Theorie in ihrer Gesamtheit sogar einfacher als die Newtonsche Physik sei.
Auf Basis einiger Grundannahmen Dinglers wurde vor allem von Paul Lorenzen und Peter Janich die sogenannte Protophysik im Rahmen des Erlanger Konstruktivismus vertreten. Die Protophysiker bestreiten, dass empirische Ergebnisse Messgerätenormen revidieren können, die doch die Voraussetzungen für Messungen seien. Die Kritik an der üblichen Interpretation der Relativitätstheorie ist eine Aufnahme der konventionalistischen Aspekte des frühen Standardwerkes Gravitation and Cosmology von Steven Weinberg. Lorenzen sieht im metrischen Tensor {\displaystyle g_{\mu \nu }} der Feldgleichungen von Einstein und Hilbert nur eine mathematische Beschreibung für die Umrechnung der pseudoeuklidischen Maßverhältnisse in Inertialsystemen auf ungleichförmig bewegte Bezugssysteme. Nicht der Raum wird als gekrümmt angesehen, sondern im Vergleich zur euklidischen Geometrie als Basis fließt beispielsweise das Licht in starken Gravitationsfeldern (gemäß der allgemeinen Relativitätstheorie) krumm. Dies ist eine Außenseiterinterpretation der allgemeinen Relativitätstheorie. Mehrheitsmeinung unter Physikern ist, dass die relativistische Geometrie nicht auf die lokalen Effekte eingeschränkt werden darf und dass sie den wahren Raum beschreibt.

### Weitere philosophische Kritiken
Einige Vertreter der Lebensphilosophie, des Vitalismus und des Kritischen Realismus (wie z. B. Henri Bergson und Aloys Wenzl) argumentierten, dass es einen wesentlichen Unterschied zwischen der physikalischen und biologisch-psychologischen Zeit gäbe. Die Zeitdilatation und somit das Zwillingsparadoxon könne deshalb nicht auf biologische Organismen und psychische Phänomene ausgeweitet werden. (Diese Einschätzung teilten jedoch nicht alle Vertreter dieser Richtungen; so beurteilte z. B. der Kritische Realist Bernhard Bavink die Relativitätstheorie durchaus positiv). Bergson glaubte darüber hinaus, dass, wenn ein Bezugssystem einmal zur Beschreibung der Phänomene ausgesucht worden sei, die dort ermittelten Werte „absolut“ gelten würden, während alle anderen nur „fiktiv“ seien. Im Gegensatz zur Meinung Bergsons gibt es aus Sicht der speziellen Relativitätstheorie (wie z. B. André Metz zeigte) allerdings keinen Grund, die Zeitdilatation nicht auch auf Organismen auszudehnen, und beim Zwillingsparadoxon habe Bergson zusätzlich die asymmetrische Beschleunigung übersehen.
Kritiken, die dem Fiktionalismus zuzuordnen sind, wurden z. B. von Oskar Kraus oder Aloys Müller entwickelt. Die grundlegenden Annahmen zur Konstanz der Lichtgeschwindigkeit, Ortszeit, Längenkontraktion, oder der nichteuklidischen Geometrie dürften nur fiktive Geltung haben. Zusammengenommen würden sie zwar den mathematischen Schein der Widerspruchsfreiheit ergeben, tatsächlich komme ihnen aber keine Realität zu. Auch seien Raum und Zeit wesensverschieden und könnten nicht zu einer Raumzeit vereinigt werden. Der fiktionalistische Ansatz wurde sogleich von Aloys Wenzl und anderen kritisiert. Viele Aussagen der Relativitätstheorie wie das Äquivalenzprinzip sind empirisch bestens bestätigt, und die Konstanz der Lichtgeschwindigkeit sowie die relativistischen Effekte sind keineswegs widersprüchlich, sondern komplementär zueinander.
Philosophische Kritik wurde (hauptsächlich in den 1920er Jahren) auch in der Sowjetunion auf Basis des dialektischen Materialismus geübt. Die Relativitätstheorie wurde als antimaterialistisch und spekulativ eingestuft, und als Alternative wurde eine dem „gesunden Menschenverstand“ entsprechende mechanische Weltanschauung gefordert. (Es gab allerdings auch Philosophen, die den dialektischen Materialismus als vereinbar mit der Relativitätstheorie ansahen). Diese Angriffe beruhten jedoch häufig auf einem oberflächlichen Verständnis der Relativitätstheorie und wurden von den Experten auf dem Gebiet als fehlerhaft und nicht ernst zu nehmen zurückgewiesen. Ebenso auf Basis des dialektischen Materialismus wurde in der Volksrepublik China in der Zeit der Kulturrevolution (zwischen 1966 und 1976) die Relativitätstheorie einer organisierten Kritik unterworfen und als zu „westlich“ und „idealistisch-relativistisch“ abgelehnt.

## Relativitätsrummel und öffentliche Kritik
Obwohl Planck die Umwälzung durch die Relativitätstheorie bereits 1909 mit der kopernikanischen Wende verglich und sich die spezielle Relativitätstheorie ab 1911 unter theoretischen Physikern durchzusetzen begann oder sich schon durchgesetzt hatte, führten erst die experimentellen Befunde einer Gruppe um Arthur Stanley Eddington (1919) zu einem weltweiten Siegeszug der Relativitätstheorie. Dabei wurde Einstein in den Massenmedien auch öffentlich in eine Reihe mit Nikolaus Kopernikus, Johannes Kepler und Isaac Newton gestellt und als Revolutionär der Physik gefeiert. Dieser Ruhm führte zu einem öffentlichen „Relativitätsrummel“, löste aber auch in der kulturpessimistischen Stimmung der damaligen Nachkriegszeit eine Gegenreaktion einiger Wissenschaftler und wissenschaftlicher Laien aus. Diese Auseinandersetzung wurde (untypisch für wissenschaftliche Diskussionen) zum Teil auch über die Massenmedien geführt, wobei die Kritik sich nicht nur auf die Relativitätstheorie, sondern auch auf Einstein persönlich bezog.

### Akademische und außerakademische Kritik
Einige akademische Wissenschaftler, insbesondere Experimentalphysiker, wie die Nobelpreisträger Philipp Lenard und Johannes Stark sowie Ernst Gehrcke, Stjepan Mohorovičić und Rudolf Tomaschek, kritisierten die starke Mathematisierung der Relativitätstheorie, insbesondere durch Minkowski, als eine Tendenz zu abstrakter Theoriebildung, die einhergeht mit dem Verlust des „gesunden Menschenverstandes“. Hier wähnten antirelativistische Experimentalphysiker ihre Disziplin in Gefahr. Tatsächlich markiert die Relativitätstheorie wissenschaftshistorisch den Punkt, an dem die Anschauung als Mittel zum physikalischen Verständnis von Naturphänomenen zum ersten Mal grundsätzlich versagte. Im Gegensatz dazu versuchten wie oben geschildert Lenard, Gehrcke, Mohorovičić usw. die alte Idee eines vollständig mitgeführten Äthers wiederzubeleben. Jedoch bildeten diese meist nur qualitativ vorliegenden Theorien nie eine ernsthafte Konkurrenz für die modernen, auf Relativitäts- und Quantentheorie basierenden Modelle. Die Meinungen prallten aufeinander, als bei der Naturforschertagung in Bad Nauheim am 23. September 1920 ein Streitgespräch zwischen Einstein und Lenard stattfand, das in der Öffentlichkeit erhebliches Aufsehen erregte (siehe oben).
Daneben traten vor allem Kritiker auf (mit oder ohne physikalische Ausbildung), die sehr weit von den Inhalten der anerkannten akademischen Welt entfernt waren. Dabei handelte es sich meist um Personen, die bereits vor der Veröffentlichung der Relativitätstheorie eigene Modelle entwickelt hatten, die auf eine einfache Weise einige oder gar alle Rätsel der Welt lösen sollten. Wazeck führte für diese „freien Forscher“ wie Hermann Fricke, Rudolf Mewes, Johann Heinrich Ziegler, Arthur Patschke usw. mit Bezug auf Ernst Haeckels Die Welträtsel den Begriff „Welträtsellöser“ ein. Deren Ansichten und Modelle hatten ihre recht unterschiedlichen Wurzeln meist im Monismus, in Lebensreform oder im Okkultismus. Ihre Methoden waren dadurch gekennzeichnet, dass sie praktisch die gesamte Terminologie wie auch die (vorwiegend mathematischen) Methoden der Fachwelt ablehnten. Ihre Arbeiten veröffentlichten sie meist in privaten Verlagen und populärwissenschaftlichen oder fachfremden Zeitschriften. Für viele Welträtsellöser (besonders die Monisten) war der Versuch bezeichnend, möglichst alle Phänomene durch anschauliche mechanische (oder elektrische) Modelle zu erklären, was auch in ihrer Verteidigung des Äthers Ausdruck fand. Wie einige Experimentalphysiker lehnten sie folglich die Unanschaulichkeit der Relativitätstheorie ab, die als spitzfindige Rechnerei eingeschätzt wurde, die die wahren Ursachen hinter den Dingen nicht aufdecken könne. Als Beispiel sei die damals im außerakademischen Umfeld weit verbreitete Drucktheorie der Gravitation genannt. Hier bildete sich in Breslau ab 1870 ein Verein, der das u. a. von Anderssohn (1880) und später auch von Patschke (1920) vertretene Modell propagierte, wonach die Schwerkraft durch den Ätherdruck bzw. den „Massendruck aus der Ferne“ verursacht wird. Hingegen wurden die auch in der Fachwelt diskutierten Drucktheorien von Georges-Louis Le Sage oder Caspar Isenkrahe von den Welträtsellösern nur sporadisch erwähnt. Die Drucktheorie wurde dabei als eine anschauliche Alternative zu den abstrakt-mathematischen Gravitationstheorien von Newton und Einstein angesehen. Dabei ist das enorme Selbstvertrauen der Welträtsellöser bemerkenswert, die nicht nur glaubten, alle Rätsel gelöst zu haben, sondern auch die Erwartung hatten, sich in der Fachwelt schnell durchzusetzen, was allerdings nicht in Erfüllung ging.
Da Einstein sich selten gegenüber den Kritikern verteidigte, wurde dies von anderen Relativitätstheoretikern übernommen, die (nach Hentschel) eine Art „Verteidigergürtel“ um Einstein bildeten. Wichtige Vertreter waren auf physikalischer Ebene z. B. Laue und Born sowie auf philosophisch-populärwissenschaftlicher Ebene z. B. André Metz und besonders Reichenbach, die sich in den 1920er Jahren auch oft in verschiedenen Zeitungsartikeln mit den Kritikern auseinandersetzten. Jedoch scheiterten diese Diskussionen meist im Ansatz. Physiker wie Gehrcke, einige Philosophen und die Welträtsellöser waren dermaßen von ihren eigenen Ideen überzeugt, dass sie oft nicht in der Lage waren, sich in die Gedankenwelt der Relativitätstheorie hineinzuversetzen. Es wurden deswegen oft Zerrbilder der Theorie entworfen (allerdings unterstützt durch irreführende populärwissenschaftliche Darstellungen einiger Anhänger der Relativitätstheorie), die dann von den Kritikern „widerlegt“ wurden. Eine andere Ursache bestand natürlich auch darin, dass eine gehaltvolle Kritik an den mangelnden mathematischen Fähigkeiten vieler Kritiker scheiterte. Während die Welträtsellöser von vornherein von der Fachwelt nicht ernst genommen wurden, wurden selbst bedeutende Physiker wie Lenard und Gehrcke in eine immer größer werdende Außenseiterrolle gedrängt. Sie gingen jedoch nicht davon aus, dass dies aufgrund der Mängel in ihren Arbeiten geschah, sondern es wurden diverse Verschwörungstheorien entwickelt, wonach sich die relativistischen Physiker (in den 20er und 30er Jahren vermehrt auch die Juden) verbündet hätten, um die Wahrheit zu unterdrücken und um ihre eigenen Positionen im akademischen Betrieb aufrechterhalten zu können. Gehrcke z. B. schrieb die Ausbreitung und Wirkung der Relativitätstheorie 1920–1924 einer Art Massensuggestion zu, wozu er von einem Ausschnittdienst ca. 5000 Zeitungsartikel (davon 2700 erhalten) zu diesem Thema sammeln ließ. Dem wurde jedoch entgegengehalten, dass die bloße Existenz des Relativitätsrummels überhaupt keine Bedeutung für die Gültigkeit der Theorie habe und folglich nicht für, aber auch nicht gegen die Relativitätstheorie verwendet werden könne.
Einige Kritiker versuchten nun, durch die Bildung von Kritikervereinigungen ihre Position gegenüber der Fachwelt zu verbessern. Die wohl bedeutendste war die „Academy of Nations“, die 1921 in den USA von Robert T. Browne und Reuterdahl gegründet wurde und der bald auch Thomas Jefferson Jackson See, Gehrcke, Mohorovičić und andere angehörten. Jedoch löste sich die Vereinigung, ohne große Wirkung erzielt zu haben, wenige Jahre später um 1930 wieder auf.

### Chauvinismus und Antisemitismus
Kurz vor und während des Ersten Weltkriegs kam es vor allem in Frankreich vereinzelt zu nationalistisch motivierten Kritiken an der Relativitätstheorie. So wurde sowohl die Quantentheorie Plancks als auch die Relativitätstheorie Einsteins von Pierre Duhem und anderen als Produkte des zu „formal-abstrakten“ deutschen Geistes und als ein Angriff auf den gesunden Menschenverstand eingestuft. Analog dazu müssen hier auch die zum Teil organisierten öffentlichen Kritiken in der Sowjetunion und China angeführt werden, welche die Relativitätstheorie nicht aus sachlichen Gründen, sondern ideologisch motiviert als „westlich-dekadent“ verwarfen.
Während für diese Kritiker also die Deutschen oder der Westen als Feindbild dienten, war es in Deutschland umgekehrt die jüdische Herkunft Einsteins, Hermann Minkowskis und anderer Vertreter der Relativitätstheorie, die als Zielscheibe für völkisch gesinnte Gegner diente. Paul Weyland, der sich in den 1920er Jahren als Antisemit und nationalistischer Agitator betätigte, veranstaltete 1919 in Berlin erste öffentliche Veranstaltungen, die gegen die Relativitätstheorie Stellung bezogen, und gründete eine „Arbeitsgemeinschaft deutscher Naturforscher zur Erhaltung reiner Wissenschaft“, wobei Weyland selbst möglicherweise das einzige Mitglied war. Während von Weyland in den veröffentlichten Texten antisemitische Aussagen noch vermieden wurden, war es für viele bereits klar, dass Antisemitismus eine Rolle spielte (wie einige Briefe von Lenard ab 1920 zeigten). Auf diese unterschwelligen Stimmungen reagierend vermutete Einstein öffentlich, dass die Kritiken von Weyland, Gehrcke und anderen auch antisemitisch motiviert gewesen seien. Einige Kritiker reagierten entrüstet auf Einsteins Vorwurf und stellten die Beschuldigung auf, dass solche Antisemitismusvorwürfe nur getätigt werden, um die Kritiker zum Schweigen zu bringen. Jedoch wurden von nun an sehr wohl auch öffentlich antisemitische Aussagen gegenüber Einstein und den Vertretern der Relativitätstheorie bzw. der modernen Physik getätigt (selbstverständlich gilt dies keineswegs für alle Kritiker der Relativitätstheorie).
Theodor Fritsch (1921) betonte bei seiner Kritik die angeblich negativen Auswirkungen des jüdischen Geistes in der Relativitätstheorie, und die rechtsradikale Presse führte diese Hetze ungehemmt weiter. Nach dem Mord an Walther Rathenau und Morddrohungen an Einstein verließ dieser sogar für einige Zeit Berlin. Gehrckes Buch Die Massensuggestion der Relativitätstheorie (1924) war selbst zwar nicht antisemitisch, jedoch wurden die darin enthaltenen Thesen von der rechten Presse als Darstellung eines angeblich typisch jüdischen Verhaltens gepriesen. 1922 sprach Lenard vom „Fremdgeist“ als Hintergrund der Relativitätstheorie, wobei er selbst 1924 und Stark 1930 in die NSDAP eintraten. Beide propagierten dabei die sogenannte Deutsche Physik, die nur solche wissenschaftlichen Erkenntnisse akzeptierte, die auf Experimenten beruhen und den Sinnen zugänglich sind. Diese Physik sei nach Lenard (1936) eine „arische Physik oder Physik der nordisch gearteten Menschen“, im Gegensatz zur angeblich formal-dogmatischen „jüdischen Physik“. Weitere ausgesprochen antisemitische Kritiken finden sich u. a. bei Wilhelm Müller, Bruno Thüring und einigen Welträtsellösern wie Reuterdahl, Ziegler und Mewes. So verstieg sich Müller in Phantasien wie, die Relativitätstheorie sei eine rein „jüdische Angelegenheit“, sie entspräche dem „jüdischen Wesen“ usw., während Thüring unter anderem absurde Vergleiche zwischen dem Talmud und der Relativitätstheorie anstellte.

### Plagiatsvorwürfe bzw. Prioritätsdiskussionen
Von Kritikern wie Lenard, Gehrcke, Reuterdahl wurde Einstein auch als Plagiator bezeichnet oder es wurde zumindest dessen Priorität hinterfragt. Dies hatte einerseits den Zweck, die Möglichkeit von nichtrelativistischen Alternativen zur modernen Physik aufzuzeigen, und andererseits sollte Einstein selbst diskreditiert werden. Dabei zeigte sich jedoch, dass sowohl die Herleitung als auch der physikalische Gehalt der Relativitätstheorie sich von den Vorgängermodellen fundamental unterscheiden, was die Unhaltbarkeit dieser Vorwürfe aufzeigte. Einige Beispiele:
- Johann Georg von Soldner (1801) wurde wegen seiner Berechnungen der Lichtablenkung durch Himmelskörper bekannt, jedoch basierte seine Theorie auf der newtonschen Korpuskeltheorie und hatte keine Gemeinsamkeit mit der Herleitung Einsteins im Rahmen der allgemeinen Relativitätstheorie.
- Das Gleiche gilt für Paul Gerber (1898), der eine Formel für die Periheldrehung des Merkur ableitete, die mit der von Einstein übereinstimmt. Gerbers Theorie ist jedoch eine rein klassische Theorie ohne Zusammenhang mit den Grundaussagen der Relativitätstheorie. Überdies ist sie bereits widerlegt, da sie eine zu große Ablenkung der Lichtstrahlen im Gravitationsfeld voraussagt, und selbst Gerbers Voraussage zur Periheldrehung führt aus moderner Sicht zu einem falschen Wert, wenn die relativistische Masse berücksichtigt wird.
- Woldemar Voigt (1887) erstellte mit der Voigt-Transformation eine Vorform der Lorentz-Transformation. Diese basierte allerdings, wie Voigt später selbst betonte, auf einer elastischen Lichtäthertheorie und nicht auf der elektromagnetischen Lichttheorie, wie sie von Lorentz und Einstein benutzt wurde. Gemeinsam ist beiden Lichttheorien jedoch, dass ihnen partielle Differentialgleichungen zugrunde liegen, die als harmonische Lösungen ausschließlich Transversalwellen zulassen (also keine Longitudinalwellen).
- Friedrich Hasenöhrl (1904) wandte die bereits lange vor ihm bekannten Konzepte von elektromagnetischer Masse und Impuls (d. h., elektromagnetische Energie trägt zur Masse eines Körpers bei) auf Hohlraum- und Wärmestrahlung an. Einsteins Äquivalenz von Masse und Energie geht jedoch viel weiter, da sie aus dem Relativitätsprinzip abgeleitet ist und jede Form von Energie (nicht nur elektromagnetische) umfasst.
- Der Philosoph Menyhért Palágyi entwickelte 1901 eine „Raumzeitlehre“ mit einer imaginären Zeitkoordinate als vierter Dimension. Doch hatte Palágyis Philosophie inhaltlich keine Übereinstimmung mit der Relativitätstheorie, denn sie stellte (wie Palagyi selbst betonte) eigentlich nur eine Neuformulierung der klassischen Zusammenhänge dar.
- Dazu kamen noch die Vorwürfe der Welträtsellöser wie Reuderdahl, Mewes, Ziegler usw. hinzu, die selbst bei nur verbaler Übereinstimmung mancher Textpassagen ihrer Werke mit denen Einsteins ein Plagiat zu erkennen glaubten. So wurden von den Welträtsellösern einerseits Plagiatsvorwürfe erhoben, und andererseits Fundamentalkritik an der Relativitätstheorie geübt. Um diese widersprüchliche Vorgehensweise zu begründen, wurde angenommen, dass Einstein verschiedene Inhalte gestohlen, diese nicht verstanden und folglich zu der „unlogischen“ Theorie der Relativitätstheorie zusammengefügt hätte. Dabei wurden Verschwörungstheorien entwickelt, die erklären sollten, wie Einstein überhaupt an die oft nicht leicht zugänglichen Werke der Welträtsellöser herangekommen ist, bzw. warum dies von der Fachwelt toleriert wurde.

Im Gegensatz zu diesen haltlosen Vorwürfen wird von modernen Wissenschaftshistorikern gelegentlich der Frage nachgegangen, ob Einstein möglicherweise von Poincaré beeinflusst wurde, der ähnliche Interpretationen der lorentzschen Elektrodynamik vorschlug, die auch in der speziellen Relativitätstheorie zu finden sind.

### Hundert Autoren gegen Einstein
Eine Zusammenstellung verschiedener Kritiken bildet die 1931 von Hans Israel, Erich Ruckhaber und Rudolf Weinmann in Leipzig herausgegebene Broschüre Hundert Autoren gegen Einstein. Sie enthält sehr kurz gefasste Arbeiten von 28 Autoren und Exzerpte von Publikationen weiterer 19 Autoren. Der Rest besteht aus einer Literaturliste, wobei auch Personen darunter sind, die nur zeitweise kritische Einwände gegen die Relativitätstheorie äußerten. Neben philosophischen Einwänden wurden in diesem Band auch angebliche Widersprüche der Relativitätstheorie angeführt. Reichenbach beschrieb das Buch als eine „erstaunliche Anhäufung naiver Fehler“ und als „unbeabsichtigt komisch“. Albert von Brunn bezeichnete den Inhalt als einen Rückfall ins 16. und 17. Jahrhundert, und Einstein selbst meinte: „Hätte ich unrecht, würde ein einziger Autor genügen, um mich zu widerlegen.“ Für Hubert Goenner stellen die Beiträge eine Mischung aus mathematisch-physikalischer Inkompetenz, Hybris und dem Gefühl dar, von den Physikern unterdrückt und zensiert zu werden. Die Zusammenstellung der Autoren zeigt nach Goenner, dass es sich hier nicht um eine Reaktion innerhalb der Physikergemeinschaft – lediglich ein Physiker (Karl Strehl) und drei Mathematiker (Jean-Marie Le Roux, Emanuel Lasker und Hjalmar Mellin) waren vertreten –, sondern um eine inadäquate Reaktion des akademisch gebildeten Bürgertums handelt, das mit der Relativitätstheorie nichts anzufangen wusste. Bezeichnend ist auch der Altersdurchschnitt der Autoren: 57 % waren deutlich älter als Einstein, ein Drittel ungefähr im gleichen Alter, und nur zwei Personen waren deutlich jünger. Zwei Autoren (Arvid Reuterdahl, Lothar Mitis) waren Antisemiten und vier weitere waren möglicherweise mit der Nazibewegung verstrickt. Andererseits waren einige Autoren (Salomo Friedländer, Ludwig Goldschmidt, Hans Israel, Lasker, Oskar Kraus, Menyhért Palágyi) jüdischer Herkunft.

## Status der Kritik
Gegner der Relativitätstheorie finden von Zeit zu Zeit unter Schlagzeilen wie „Einstein widerlegt“ Resonanz in der Presse. Meist handelt es sich dabei um Experimentalaufbauten oder Gedankenexperimente, die sich keineswegs mit der Relativitätstheorie befassen, sondern nur Bestandteile ihrer bildhaft konkretisierenden populärwissenschaftlichen Folgerungen „widerlegen“. Aufgrund der beim Peer-Review festgestellten mangelnden wissenschaftlichen Qualität werden kritische Arbeiten nur in Ausnahmefällen von Fachzeitschriften angenommen und stattdessen in Privatverlagen, alternativen Zeitschriften (wie Raum & Zeit, Apeiron, Galilean Electrodynamics) oder privaten Internetseiten veröffentlicht. Neben dem Unverständnis der Antirelativisten ist die große Anzahl an experimentellen Erfolgen und Bestätigungen der Relativitätstheorie der ausschlaggebende Grund, warum in der Wissenschaftsgemeinde die Kritik nicht mehr ernst genommen wird. Beispiele für solche von der Fachwelt abgelehnte Kritiken sind Louis Essen (1971), Walter Theimer (1977) und Galeczki/Marquardt (1997). Die Kritiken spielen somit in der aktuellen wissenschaftlichen Forschung keine Rolle mehr und werden gewöhnlich nur noch in historisch-philosophischen Studien erwähnt.
Der technologische Fortschritt führt zu immer genaueren Möglichkeiten, die Relativitätstheorie zu überprüfen. Bislang hat sie alle diese Tests unbeschadet überstanden. Darüber hinaus wird auch auf theoretischem Gebiet weiter geforscht. So wird versucht, die Quantenphysik mit der allgemeinen Relativitätstheorie zu einer Theorie der Quantengravitation zu vereinigen. Die derzeit aussichtsreichsten Modelle dazu sind die Stringtheorie und die Schleifenquantengravitation. Beide Theorien haben zwar eine relativistische Grundlage, jedoch wären kleine Abweichungen von den Voraussagen der Relativitätstheorie, wie Verletzungen der Lorentzinvarianz, möglich. Bislang konnten solche Abweichungen jedoch experimentell nicht nachgewiesen werden.

### Historische Analysen
- Beyerchen, Alan D.: Wissenschaftler unter Hitler. Physiker im Dritten Reich. Ullstein, Frankfurt/M 1982, ISBN 3-548-34098-9.
- Chang, Hasok: A misunderstood rebellion: The twin-paradox controversy and Herbert Dingle’s vision of science. In: Studies in History and Philosophy of Science Part A. Band 24, Nr. 5, 1993, S. 741–790, doi:10.1016/0039-3681(93)90063-P.
- Darrigol, Olivier: The Mystery of the Einstein-Poincaré Connection. In: Isis. Band 95, Nr. 4, 2004, S. 614–626 (uchicago.edu).
- Goenner, Hubert: The reaction to relativity theory I: the Anti-Einstein campaign in Germany in 1920. In: Science in Context. Band 6, 1993, S. 107–133, doi:10.1017/S0269889700001332.
- Goenner, Hubert: The Attraction of Gravitation (Einstein Studies). Hrsg.: Earman, John; Janssen, Michel; Norton, John D. Band 5. Birkhäuser, Boston – Basel 1993, ISBN 3-7643-3624-2, The reaction to relativity theory in Germany III. Hundred Autors against Einstein, S. 248–273.
- Havas, P.: The Attraction of Gravitation (Einstein Studies). Hrsg.: Earman, John; Janssen, Michel; Norton, John D. Band 5. Birkhäuser, Boston – Basel 1993, ISBN 0-8176-3624-2, The General-Relativistic Two-Body Problem and the Einstein-Silberstein Controversy, S. 88–122.
- Hentschel, Klaus: Interpretationen und Fehlinterpretationen der speziellen und der allgemeinen Relativitätstheorie durch Zeitgenossen Albert Einsteins. Birkhäuser, Basel – Boston – Bonn 1990, ISBN 3-7643-2438-4 (Online).
- Hu, Danian: The Reception of Relativity in China. In: Isis. Band 98, 2007, S. 539–557 (uchicago.edu).
- Danian Hu: China and Albert Einstein. The Reception of the Physicist and His Theory in China, 1917–1979. Harvard University Press 2009.
- Huggett, Nick & Hoefer, Carl.: The Stanford Encyclopedia of Philosophy (Fall 2009 Edition). Hrsg.: Edward N. Zalta. 2009, Absolute and Relational Theories of Space and Motion.
- Janssen, Michel & Mecklenburg, Matthew: Interactions: Mathematics, Physics and Philosophy. Hrsg.: V. F. Hendricks et al. Springer, Dordrecht 2007, From classical to relativistic mechanics: Electromagnetic models of the electron, S. 65–134.
- Janssen, Michel: ‘No Success like Failure …’: Einstein’s Quest for General Relativity, 1907–1920. In: To appear in The Cambridge Companion to Einstein (Co-edited with Christoph Lehner). 2008 (pitt.edu).
- Katzir, Shaul: Poincaré’s Relativistic Physics: Its Origins and Nature. In: Physics in perspective. Band 7, 2005, S. 268–292, doi:10.1007/s00016-004-0234-y.
- Kleinert, Andreas: Nationalistische und antisemitische Ressentiments von Wissenschaftlern gegen Einstein. In: Einstein-Symposion Berlin (Lecture Notes in Physics). 1979, S. 501–516 (uni-halle.de).
- Kragh, Helge: Dirac. A Scientific Biography. Cambridge University Press, Cambridge 2005, ISBN 0-521-01756-4.
- Leveugle, Jules: La Relativité, Poincaré et Einstein, Planck, Hilbert – Histoire véridique de la Théorie de la Relativité. L’Harmattan, Paris, Budapest, Torino 2004, ISBN 2-7475-6862-8.
- MathSeiten: Herbert Dingle and the Twins; What Happened to Dingle?
- Miller, Arthur I.: Albert Einstein’s special theory of relativity. Emergence (1905) and early interpretation (1905–1911). Addison-Wesley, Reading 1981, ISBN 0-201-04679-2.
- Norton, John D.: General Covariance and the Foundations of General Relativity: Eight Decades of Dispute. In: Reports on Progress in Physics. Band 56, 1993, S. 791–858 (pitt.edu [PDF]).
- Norton, John D.: Einstein’s Investigations of Galilean Covariant Electrodynamics prior to 1905. In: Archive for History of Exact Sciences. Band 59, 2004, S. 45–105 (pitt.edu).
- Norton, John D.: The Stanford Encyclopedia of Philosophy (Winter 2008 Edition). Hrsg.: Edward N. Zalta. 2008, The Hole Argument.
- Pais, Abraham: „Raffiniert ist der Herrgott …“ Albert Einstein. Eine wissenschaftliche Biographie. Spektrum, Heidelberg 2000, ISBN 3-8274-0529-7.
- Paty, Michel: The Comparative Reception of Relativity. Hrsg.: Glick, T.F. Kluwer Academic Publishers, Dordrecht 1987, ISBN 90-277-2498-9, The scientific reception of relativity in France, S. 113–168.
- Pauli, Wolfgang: Encyclopädie der mathematischen Wissenschaften. Band 5.2, 1921, Die Relativitätstheorie, S. 539–776.
- Posch, Th., Kerschbaum, F., Lackner, K.: Nuncius Hamburgensis – Beiträge zur Geschichte der Naturwissenschaften. Hrsg.: Gudrun Wolfschmidt. Band 4, 2006, Bruno Thürings Umsturzversuch der Relativitätstheorie.
- Staley, Richard: Einstein’s generation. The origins of the relativity revolution. University of Chicago Press, Chicago 2009, ISBN 0-226-77057-5.
- Swenson, Loyd S.: The Michelson-Morley-Miller Experiments before and after 1905. In: Sammelwerk for the History of Astronomy. Band 1, 1970, S. 56–78, bibcode:1970JHA.....1...56S.
- Vizgin, V. P. & Gorelik G. E.: The Comparative Reception of Relativity. Hrsg.: Glick, T.F. Kluwer Academic Publishers, Dordrecht 1987, ISBN 90-277-2498-9, The Reception of the Theory of Relativity in Russia and the USSR, S. 265–326.
- Warwick, Andrew: Masters of Theory: Cambridge and the Rise of Mathematical Physics. University of Chicago Press, Chicago 2003, ISBN 0-226-87375-7.
- Wazeck, Milena: Einsteins Gegner: Die öffentliche Kontroverse um die Relativitätstheorie in den 1920er Jahren. Campus, Frankfurt – New York 2009, ISBN 3-593-38914-2.
- Zahar, Elie: Poincare’s Philosophy: From Conventionalism to Phenomenology. Open Court Pub Co, Chicago 2001, ISBN 0-8126-9435-X.
- Zeilinger, Anton: Einsteins Schleier. Die neue Welt der Quantenphysik. Goldmann, München 2005, ISBN 3-442-15302-6.

### Relativitätstheoretische Arbeiten
- Born, Max: Die Theorie des starren Körpers in der Kinematik des Relativitätsprinzips. In: Annalen der Physik. Band 335, Nr. 11, 1909, S. 1–56.
- Brillouin, Léon: Über die Fortpflanzung des Lichtes in dispergierenden Medien. In: Annalen der Physik. Band 349, Nr. 10, 1914, S. 203–240.
- Bucherer, A. H.: Messungen an Becquerelstrahlen. Die experimentelle Bestätigung der Lorentz-Einsteinschen Theorie. In: Physikalische Zeitschrift. Band 9, Nr. 22, 1908, S. 755–762.
- Carlip, Steve: [http://arxiv.org/abs/gr-qc/9909087 Aberration and the Speed of Gravity]. In: Pys. Lett. A. Band 267, 1999, S. 81–87.
- Cassirer, Ernst: Zur Einstein’schen Relativitätstheorie. Bruno Cassirer Verlag, Berlin 1921.
- De Sitter, Willem: Ein astronomischer Beweis für die Konstanz der Lichtgeschwindigkei. In: Physikalische Zeitschrift. Band 14, 1913, S. 429.
- DeSitter, Willem: On the relativity of rotation in Einstein’s theory. In: Roy. Amst. Proc. Band 19, Nr. 1, 1916, S. 527–532.
- DeSitter, Willem: On the relativity of inertia. Remarks concerning Einstein’s latest hypothesis. In: Roy. Amst. Proc. Band 17, Nr. 2, 1916, S. 1217–1225.
- Dirac, Paul: The Stellung des Aethers in the Physik. In: Naturwissenschaftliche Rundschau. Band 6, 1953, S. 441–446. (Wurde hier eingefügt, da Dirac seine Theorie als mit der speziellen Relativitätstheorie verträglich ansah.)
- Einstein, Albert: Zur Elektrodynamik bewegter Körper. In: Annalen der Physik. Band 322, Nr. 10, 1905, S. 891–921.
- Einstein, Albert: Über das Relativitätsprinzip und die aus demselben gezogenen Folgerungen. In: Jahrbuch der Radioaktivität und Elektronik. Band 4, 1908, S. 411–462.
- Einstein, Albert: Zum Ehrenfestschen Paradoxon. In: Physikalische Zeitschrift. Band 12, 1911, S. 509–510.
- Einstein, Albert: Relativität und Gravitation. Erwiderung auf eine Bemerkung von M. Abraham. In: Annalen der Physik. Band 343, Nr. 10, 1912, S. 1059–1064.
- Einstein, Albert: Die Grundlage der allgemeinen Relativitätstheorie. In: Annalen der Physik. Band 49, 1916, S. 769–782 (uni-augsburg.de [PDF]).
- Einstein, A.: Meine Antwort – Über die anti-relativitätstheoretische G.m.b.H. In: Berliner Tageblatt. Band 402, 1920.
- Einstein, Albert: Äther und Relativitätstheorie. Springer, Berlin 1920.
- Einstein, Albert: Über den Äther. In: Verhandlungen der Schweizerischen naturforschenden Gesellschaft. Band 105, 1924, S. 85–93.
- Einstein, Albert & Rosen, Nathan: Two-Body Problem in General Relativity. In: Physical Review. Band 49, 1936, S. 404–405, doi:10.1103/PhysRev.49.404.2.
- Fox, J. G.: Evidence Against Emission Theories. In: American Sammelwerk of Physics. Band 33, Nr. 1, 1965, S. 1–17, doi:10.1119/1.1971219.
- Joos, Georg: Lehrbuch der theoretischen Physik. Akademische Verlagsgesellschaft, Frankfurt am Main 1959, S. 448.
- Kretschmann, Erich: Uber den physikalischen Sinn der Relativitätspostulate. A. Einsteins neue und seine ursprüngliche Relativitätstheorie. In: Annalen der Physik. Band 358, Nr. 16, 1917, S. 575–614 (bnf.fr).
- Langevin, Paul: L’Évolution de l’espace et du temps. In: Scientia. Band 10, 1911, S. 31–54.
- Langevin, Paul: Sur la théorie de relativité et l’expérience de M. Sagnac. In: Comptes Rendus. Band 173, 1921, S. 831–834 (bnf.fr).
- Langevin, Paul: Sur l’expérience de Sagnac. In: Comptes Rendus. Band 205, 1937, S. 304–306 (bnf.fr).
- Laue, Max von: Zur Diskussion über den starren Körper in der Relativitätstheorie. In: Physikalische Zeitschrift. Band 12, 1911, S. 85–87.
- Laue, Max von: Die Fortpflanzungsgeschwindigkeit der Gravitation. Bemerkungen zur gleichnamigen Abhandlung von P. Gerber. In: Annalen der Physik. Band 358, Nr. 11, 1917, S. 214–216 (bnf.fr).
- Laue, Max von: Die Relativitätstheorie. Band 1. Friedr. Vieweg & Sohn, Braunschweig 1921. (Laue gibt hier eine Zusammenfassung seiner Sagnac-Arbeit von 1911, und seiner Lösung zum Zwillingsparadoxon von 1913.)
- Laue, Max von: Erwiderung auf Hrn. Lenards Vorbemerkungen zur Soldnerschen Arbeit von 1801. In: Annalen der Physik. Band 371, Nr. 20, 1921, S. 283–284 (royalsocietypublishing.org [PDF]).
- Liberati, Stefano & Maccione, Luca: Lorentz Violation: Motivation and new constraints. In: Annual Review of Nuclear and Particle Science. 2009, arxiv:0906.0681.
- Lorentz, Hendrik Antoon: Das Relativitätsprinzip. Eine Sammlung von Abhandlungen. Hrsg.: Blumenthal, Otto & Sommerfeld, Arnold. B.G. Teubner, Leipzig und Berlin 1913, Elektromagnetische Erscheinungen in einem System, das sich mit beliebiger, die des Lichtes nicht erreichender Geschwindigkeit bewegt, S. 6–26.
- Mattingly, David: Modern Tests of Lorentz Invariance. In: Living Rev. Relativity. Band 8, Nr. 5, 2005 (livingreviews.org).
- Metz, André: La Relativité. Chiron, Paris 1923.
- Michelson, A. A.; Gale, Henry G.: The Effect of the Earth’s Rotation on the Velocity of Light, II. In: Astrophysical. Band 61, 1925, S. 140, doi:10.1086/142879.
- Petzoldt, Joseph: Das Weltproblem vom Standpunkt des relativistischen Positivismus aus, historisch-kritisch dargestellt. B.G. Teubner, Leipzig 1921. (Wurde hier eingefügt, da Petzoldt seine Philosophie als mit der speziellen Relativitätstheorie verträglich ansah.)
- Planck, Max: Das Prinzip der Relativität und die Grundgleichungen der Mechanik. In: Verhandlungen Deutsche Physikalische Gesellschaft. Band 8, 1906, S. 136–141.
- Planck, Max: Die Kaufmannschen Messungen der Ablenkbarkeit der β-Strahlen in ihrer Bedeutung für die Dynamik der Elektronen. In: Physikalische Zeitschrift. Band 7, 1906, S. 753–761.
- Planck, Max: Vom Relativen zum Absoluten. In: Naturwissenschaften. Band 13, Nr. 3, 1925, S. 52–59, doi:10.1007/BF01559357.
- Poincaré, Henri: Sur la dynamique de l’électron. In: Rendiconti del Circolo matematico di Palermo. Band 21, 1906, S. 129–176.
- Reichenbach, Hans: Relativitätstheorie und Erkenntnis apriori. Springer, Berlin 1920 (Online).
- Reichenbach, Hans: Axiomatik der relativistischen Raum-Zeit-Lehre. Vieweg, Braunschweig 1924.
- Roberts, Thomas J.: An Explanation of Dayton Miller’s Anomalous “Ether Drift” Result. 2006, arxiv:physics/0608238.
- Schlick, Moritz: Raum und Zeit in der gegenwärtigen Physik. 3. verm Auflage. Springer, Berlin 1921 (Online).
- Smoot, G. F.; (2006), Nobelpreisrede: Cosmic Microwave Background Radiation Anisotropies: Their Discovery and Utilization.
- Sommerfeld, Arnold: Ein Einwand gegen die Relativtheorie der Elektrodynamik und seine Beseitigung. In: Physikalische Zeitschrift. Band 8, Nr. 23, 1907, S. 841–842.
- Sommerfeld, Arnold: Über die Fortpflanzung des Lichtes in dispergierenden Medien. In: Annalen der Physik. Band 349, Nr. 10, 1914, S. 177–202 (bnf.fr).
- Varičak, Vladimir: Zum Ehrenfestschen Paradoxon. In: Physikalische Zeitschrift. Band 12, 1911, S. 169. (Wurde hier eingefügt, da es Varicak nur um Interpretationsfragen ging.)
- Wallenborn, Ernst-Udo: Superluminales Tunneln. (Memento vom 26. Juli 2010 im Internet Archive). 1999.
- Weinberg, Steven: Gravitation and Cosmology: Principles and Applications of the General Theory of Relativity. Wiley, New York 1972. (S. 147: „It simply doesn’t matter whether we ascribe these predictions to the physical effect of gravitational fields on the motion of planets and photons or to a curvature of space and time.“)
- Will, Clifford M.: The Confrontation between General Relativity and Experiment. In: Living Rev. Relativity. Band 9, Nr. 3, 2006 (livingreviews.org).

### Kritische Arbeiten
- Abraham, Max: Die Grundhypothesen der Elektronentheorie. In: Physikalische Zeitschrift. Band 5, 1904, S. 576–579.

- Abraham, Max: Relativität und Gravitation. Erwiderung auf eine Bemerkung des Herrn A. Einstein. In: Annalen der Physik. Band 343, Nr. 10, 1912, S. 1056–1058 (mpg.de).
- Bergson, Henri: Durée et simultanéité. A propos de la théorie d’Einstein. Félix Alcan, Saint-Germain 1923 (Online).
- Dingle, Herbert: Science at the Crossroads. Martin Brian & O’Keeffe, London 1972, ISBN 0-85616-060-1.
- Dingler, Hugo: Relativitätstheorie und Ökonomieprinzip. S. Hirzel, Leipzig 1922 (Online).
- Ehrenfest, Paul: Gleichförmige Rotation starrer Körper und Relativitätstheorie. In: Physikalische Zeitschrift. Band 10, 1909, S. 918.
- Essen, Louis: The Special Theory of Relativity: A Critical Analysis. Oxford University Press, Oxford 1971, ISBN 0-19-851921-4.
- Fricke, Hermann: Der Fehler in Einsteins Relativitätstheorie. Heckner, Wolfenbüttel 1919.
- Friedlaender, Salomo: Gesammelte Schriften. Hrsg.: Geerken, Hartmut & Thiel, Detlef. Books on Demand, 2005, ISBN 978-3-8370-0052-8, Kant gegen Einstein.
- Galeczki, G., Marquardt, P.: Requiem für die spezielle Relativität. Haag und Herchen, Frankfurt am Main 1997, ISBN 3-86137-484-6.
- Gehrcke, Ernst: Zur Kritik und Geschichte der neueren Gravitationstheorien. In: Annalen der Physik. Band 356, Nr. 17, 1916, S. 119–124.
- Gehrcke, Ernst: Kritik der Relativitätstheorie. Gesammelte Schriften über absolute und relative Bewegung. Meusser, Berlin 1924.
- Gehrcke, Ernst: Die Massensuggestion der Relativitätstheorie. Kulturhistorisch-psychologische Dokumente. Meusser, Berlin 1924.
- Israel, Hans; Ruckhaber, Erich; Weinmann, Rudolf (Hrsg.): Hundert Autoren gegen Einstein. Voigtländer, Leipzig 1931 (Online).
- Ives, Herbert E.: Revisions of the Lorentz transformation. In: Proceedings of the American Philosophical Society. Band 95, Nr. 2, 1951, S. 125–131.
- Kaufmann, Walter: Über die Konstitution des Elektrons. In: Annalen der Physik. Band 324, Nr. 3, 1906, S. 487–553.
- Kraus, Oskar: Fiktion und Hypothese in der Einsteinschen Relativitätstheorie. Erkenntnistheoretische Betrachtungen. In: Annalen der Philosophie. Band 2, Nr. 3, 1921, S. 335–396 (archive.org).
- Lenard, Philipp: Über Relativitätsprinzip, Äther, Gravitation (3. vermehrte Auflage). Hirzel, Leipzig 1921.
- Lenard, Einstein, Gehrcke, Weyl: Bad-Nauheim-Debatte (Sammlung von Zeitschriftenartikeln). In: Physikalische Zeitschrift. 1920 (archive.org).
- Vorbemerkung zu Soldners „Über die Ablenkung eines Lichtstrahls von seiner geradlinigen Bewegung durch die Attraktion eines Weltkörpers, an welchem er nahe vorbeigeht“. In: Lenard, Philipp (Hrsg.): Annalen der Physik. Band 370, Nr. 15, 1921, S. 593–604.
- Lenard, Philipp: Deutsche Physik. Band 1. J.F. Lehmann, München 1936.
- Linke, Paul F.: Relativitätstheorie und Relativismus. Betrachtungen über Relativitätstheorie, Logik und Phänomenologie. In: Annalen der Philosophie. Band 2, Nr. 3, 1921, S. 397–438 (archive.org).
- Lodge, Oliver: Ether and Reality. Kessinger, Whitefish 2003, ISBN 0-7661-7865-X.
- Lorenzen, Paul: Eine Revision der Einsteinschen Revision. In: Philosophia naturalis. Band 16, 1976, S. 383–391.
- Lorenzen, Paul: Relativistische Mechanik mit klassischer Geometrie und Kinematik. In: Mathematische Zeitschrift. Band 155, 1977, S. 1–9 (digizeitschriften.de).
- Mewes, Rudolf: Wissenschaftliche Begründung der Raumzeitlehre oder Relativitätstheorie (1884–1894) mit einem geschichtlichen Anhang. Mewes, Berlin 1920.
- Michelson, Albert Abraham: Studies in Optics. University Press, Chicago 1927, S. 155.
- Miller, Dayton C.: The Ether-Drift Experiment and the Determination of the Absolute Motion of the Earth. In: Reviews of Modern Physics. Band 5, Nr. 3, 1933, S. 203–242, doi:10.1103/RevModPhys.5.203.
- Mohorovičić, Stjepan: Die Einsteinsche Relativitätstheorie und ihr mathematischer, physikalischer und philosophischer Charakter. de Gruyter, Berlin 1923.
- Natorp, Paul: Die logischen Grundlagen der exakten Wissenschaften. B.G. Teubner, Leipzig & Berlin 1910, Das Relativitätsprinzip etc., S. 392–404 (Online).
- Patschke, Arthur: Umsturz der Einsteinschen Relativitätstheorie. Patschke, Berlin-Wilmersdorf 1922.
- Poincaré, Henri: Der Wert der Wissenschaft (Kap. 7–9). B.G. Teubner, Leipzig 1906, Der gegenwärtige Zustand und die Zukunft der mathematischen Physik, S. 129–159.
- Prokhovnik, Simon Jacques: The Case for an Aether. In: The British Sammelwerk for the Philosophy of Science. Band 14, Nr. 55, 1963, S. 195–207.
- Reuterdahl, Arvid: Scientific theism versus materialism. The space-time potential. Devin-Adair, New York 1920 (Online).
- Ritz, Walter: Recherches critiques sur l’Électrodynamique Générale. In: Annales de Chimie et de Physique. Band 13, 1908, S. 145–275 (bnf.fr).
- Sagnac, Georges: L’éther lumineux démontré par l’effet du vent relatif d’éther dans un interféromètre en rotation uniforme. In: Comptes Rendus. Band 157, 1913, S. 708–710.
- Sagnac, Georges: Sur la preuve de la réalité de l’éther lumineux par l’expérience de l’interférographe tournant. In: Comptes Rendus. Band 157, 1913, S. 1410–1413.
- Silberstein, Ludwik: The Recent Eclipse Results and Stokes-Planck’s Æther. In: Philosophical Magazine. Band 39, Nr. 230, 1920, S. 162–171.
- Silberstein, Ludwik: Two-Centers Solution of the Gravitational Field Equations, and the Need for a Reformed Theory of Matter. In: Physical Review. Band 49, 1935, S. 268–270, doi:10.1103/PhysRev.49.268.
- Stark, Johannes & Müller, Wilhelm: Jüdische und Deutsche Physik. In: Vorträge an der Universität München. 1941.
- Theimer, W.: Die Relativitätstheorie. Lehre, Wirkung, Kritik. Edition Mahag, Graz 2005, ISBN 3-900800-02-2 (Erstausgabe:  1977).
- Thüring, Bruno: Albert Einsteins Umsturzversuch der Physik und seine inneren Möglichkeiten und Ursachen. In: Forschungen zur Judenfrage. Band 4, 1941, S. 134–162.
- Ziegler, Johann Heinrich (1857–1936): „Das Ding an sich“ und das Ende der sog. Relativitätstheorie. Weltformel-Verlag, Zürich 1929.